# Carl Schiffner
Carl Wilhelm Anton Schiffner (* 30. Mai 1865 in Cainsdorf; † 16. September 1945 in Freiberg) war ein deutscher Hüttenkundler und Hochschullehrer.

## Leben
Der Sohn des auf der Königin-Marien-Hütte tätigen Hüttenchemikers Carl Anton Schiffner und dessen Ehefrau Marie geb. Schönfelder studierte das Hüttenwesen an der Bergakademie in Freiberg und wurde dort 1886 Mitglied des Corps Franconia. Nach Beendigung seiner Studien war er in verschiedenen leitenden Stellen tätig, zuletzt als Laboratiumschef in Halsbrücke bei den Freiberger Hüttenwerken. In dieser Zeit widmete er sich der dokimastischen Edelmetallbestimmung, die 1902 zu seiner Berufung als Professor der Metallhüttenkunde und Elektrometallurgie an der Bergakademie Freiberg geführt haben. 1909 erhielt er zusätzlich den Lehrauftrag für Probierkunde.

## Wirken
Zwischen 1908 und 1912 untersuchte er die radioaktiven Wässer im sächsischen Erzgebirge und Vogtland, die zum Entstehen und zur Blüte der Heilbäder Oberschlema und Brambach führten. Darüber hinaus wurde an der Bergakademie Freiberg ein Radiuminstitut gegründet. Ferner untersuchte er die Flugstaubabscheidung aus Hüttengasen durch elektrostatische Abreinigung. Seine Lehrerfahrungen fanden Niederschlag in dem Lehrbuch Einführung in die Probierkunde und in dem Köglerischen Taschenbuch für Berg- und Hüttenleute.
Neben der Forschung an Neuerungen im Hüttenwesen widmete er sich auch der Geschichte seines Fachgebiets. Für die 1928 erschienene Übersetzung von Georgius Agricolas De re metallica wurde ihm die Schriftleitung anvertraut. Seine fragmentarische Quellensammlung zum sächsischen Hüttenwesen wurde 1960 nach Bearbeitung durch Werner Gräbner unter dem Titel Alte Hütten und Hämmer in Sachsen veröffentlicht.
Von Oktober 1917 bis September 1919 war er Rektor der Bergakademie Freiberg. 1930 bat er nach 28-jähriger Lehrtätigkeit um seine Emeritierung. Er engagierte sich neben seinem wissenschaftlichen Schaffen in diversen Ehrenämtern, u. a. als Mitglied des Deutschen Patentamtes, der Technischen Deputation sowie als Vorsitzender oder Vorstandsmitglied wissenschaftlicher Gesellschaften.
Schiffner starb kurz nach Kriegsende 1945 und liegt auf dem Freiberger Donatsfriedhof begraben.

## Werke
- Einführung in die Probierkunde, 1912. 2. A. 1927
- Aus dem Leben alter Freiberger Bergstudenten. Verlag E. Mauckisch, 1935–40, 375 S.
- Männer des Metallhüttenwesens. Mauckisch, 1942
- (bearbeitet von Werner Gräbner): Alte Hütten und Hämmer in Sachsen (Freiberger Forschungshefte, Kultur und Technik D 14), Akademie-Verlag, Berlin 1960